# Mungyeong
Mungyeong (Hán Việt: Văn Khánh) là một thành phố thuộc tỉnh Gyeongsang Bắc tại Hàn Quốc. Chính quyền, mạng lưới giao thông và kinh tế của thành phố đều nằm ở khu vực Jeomchon, khu vực đô thị chính. Mungyeong có một chiều dài lịch sử, và nay được biết đến với nhiều di tích lịch sử và danh lam thắng cảnh.
Thành phố Mungyeong được hình thành khi thành phố Jeomchon và huyện Mungyeong được hợp nhất vào năm 1995. Thành phố nay là một nơi phức hợp đô thị-nông thôn 53 hoặc hơn khu đô thị quy mô trung bình và có dân số dưới 300.000 người.

## Địa lý
Mungyeong kéo dài 40 km từ tây sang đông, và 37 km từ bắc xuống nam. Hình dạng của thành phố gần như tam giác vuông, với cạnh huyền tương ứng với các đỉnh của dãy núi Sobaek. Đỉnh phía abwcs là Dongno-myeon và tận cùng phía nam là Nongam-myeon. Điểm cực đông của thành phố nằm tại Dongno-myeon, và cực tây nằm tại Gaeun-eup.
Mungyeong nằm trên ranh giới giữa hai tỉnh Gyeongsang Bắc và Chungcheong Bắc. Ở ranh giới phía bắc và tây, thành phố giáp với các đơn vị của tỉnh Chungcheong Bắc: Danyang, Jecheon, và Chungju ở phía bắc và Goesan ở tây bắc. Trong tỉnh Gyeongsang Bắc, Mungyeong giáp với Yecheon ở phía đông và Sangju ở phía nam.
Mungyeong chủ yếu nằm trên dãy núi Sobaek, dãy núi tạo thành ranh giới giữa Gyeongsang Bắc và Chungcheong Bắc. Đỉnh cao nhất của thành phố nằm trên dãy núi này và có cao độ 1161 mét (đỉnh Munsu của núi Worak tại Dongno-myeon). Địa hình của thành phố bị chia cắt bởi nhiều thung lũng, dốc từ các đỉnh núi Sobaek về phía các thung lũng của sông Nakdong và chi lưu là sông Yeong. Tại điểm chúng gặp nhau ở Yeongsun-myeon, các sông nằm trên độ cao 200 m trên mực nước biển. Phía trên các thung lũng, lớn đất mỏng và sự nhô lên của các nền đá lửa hay dung nham là phổ biến. Hàng triệu năm xoái mòn đã tạo ra các vách đá và dốc núi ngoại mục ở nhiều nơi in many areas, một số trong đó trở thành các điểm đến chính của du lịch địa phương.

### Khí hậu
| Dữ liệu khí hậu của Mungyeong            | Dữ liệu khí hậu của Mungyeong | Dữ liệu khí hậu của Mungyeong | Dữ liệu khí hậu của Mungyeong | Dữ liệu khí hậu của Mungyeong | Dữ liệu khí hậu của Mungyeong | Dữ liệu khí hậu của Mungyeong | Dữ liệu khí hậu của Mungyeong | Dữ liệu khí hậu của Mungyeong | Dữ liệu khí hậu của Mungyeong | Dữ liệu khí hậu của Mungyeong | Dữ liệu khí hậu của Mungyeong | Dữ liệu khí hậu của Mungyeong | Dữ liệu khí hậu của Mungyeong |
| Tháng                                    | 1                             | 2                             | 3                             | 4                             | 5                             | 6                             | 7                             | 8                             | 9                             | 10                            | 11                            | 12                            | Năm                           |
| ---------------------------------------- | ----------------------------- | ----------------------------- | ----------------------------- | ----------------------------- | ----------------------------- | ----------------------------- | ----------------------------- | ----------------------------- | ----------------------------- | ----------------------------- | ----------------------------- | ----------------------------- | ----------------------------- |
| Trung bình ngày tối đa °C (°F)           | 3.0 (37.4)                    | 5.9 (42.6)                    | 11.5 (52.7)                   | 19.1 (66.4)                   | 23.9 (75.0)                   | 27.1 (80.8)                   | 28.6 (83.5)                   | 29.3 (84.7)                   | 25.3 (77.5)                   | 20.0 (68.0)                   | 12.3 (54.1)                   | 5.6 (42.1)                    | 17.6 (63.7)                   |
| Trung bình ngày °C (°F)                  | −2.0 (28.4)                   | 0.4 (32.7)                    | 5.5 (41.9)                    | 12.3 (54.1)                   | 17.2 (63.0)                   | 21.2 (70.2)                   | 23.8 (74.8)                   | 24.3 (75.7)                   | 19.3 (66.7)                   | 13.1 (55.6)                   | 6.2 (43.2)                    | 0.3 (32.5)                    | 11.8 (53.2)                   |
| Tối thiểu trung bình ngày °C (°F)        | −6.6 (20.1)                   | −4.7 (23.5)                   | −0.2 (31.6)                   | 5.4 (41.7)                    | 10.6 (51.1)                   | 15.8 (60.4)                   | 20.0 (68.0)                   | 20.3 (68.5)                   | 14.5 (58.1)                   | 7.2 (45.0)                    | 0.9 (33.6)                    | −4.5 (23.9)                   | 6.6 (43.9)                    |
| Lượng Giáng thủy trung bình mm (inches)  | 22.8 (0.90)                   | 29.2 (1.15)                   | 48.6 (1.91)                   | 76.6 (3.02)                   | 106.1 (4.18)                  | 163.2 (6.43)                  | 308.7 (12.15)                 | 263.7 (10.38)                 | 141.4 (5.57)                  | 41.4 (1.63)                   | 38.3 (1.51)                   | 20.0 (0.79)                   | 1.259,8 (49.60)               |
| Số ngày giáng thủy trung bình (≥ 0.1 mm) | 5.7                           | 6.2                           | 7.6                           | 7.5                           | 8.2                           | 9.5                           | 15.1                          | 13.7                          | 8.7                           | 5.4                           | 6.9                           | 5.7                           | 100.2                         |
| Độ ẩm tương đối trung bình (%)           | 57.5                          | 55.9                          | 56.3                          | 53.2                          | 61.0                          | 69.3                          | 79.4                          | 78.7                          | 75.4                          | 68.5                          | 63.6                          | 59.7                          | 64.9                          |
| Số giờ nắng trung bình tháng             | 175.4                         | 178.8                         | 203.8                         | 235.3                         | 251.7                         | 217.4                         | 166.4                         | 188.1                         | 187.2                         | 214.9                         | 170.7                         | 167.3                         | 2.356,2                       |
| Nguồn:                                   |                               |                               |                               |                               |                               |                               |                               |                               |                               |                               |                               |                               |                               |